# Mercedes-Benz Group
Група Мерседес-Бенц (нім. Mercedes Benz Group AG), раніше звана Daimler-Benz, DaimlerChrysler та Daimler — одна з найбільших за оборотом компаній Німеччини і один з провідних світових автовиробників. Штаб-квартира розташована в місті Штутгарті, земля Баден-Вюртемберг. Форма власності — акціонерне товариство.
У лютому 2022 року Daimler було перейменовано на Mercedes-Benz Group в рамках транзакції з відокремлення сегменту комерційних автомобілів як незалежної компанії Daimler Truck.

## Історія
Компанія заснована в 1926, коли дві самостійні компанії Daimler Motoren Gesellschaft та Benz & Cie об'єдналися в Daimler-Benz AG.
12 листопада 1998 в результаті придбання концерном Daimler-Benz AG компанії, що входить в «велику трійку» автомобільної індустрії США, — корпорації Chrysler LLC, був утворений концерн DaimlerChrysler AG.
У 2007 після тривалих зусиль позбувся збиткового підрозділу Chrysler LLC за 7,4 млрд доларів північноамериканському інвестиційному фонду Cerberus Capital Management, L.P. 4 жовтня 2007 на зборах акціонерів назва DaimlerChrysler AG була змінена на Daimler AG.
Концерн володіє складальними підприємствами в 17 країнах світу. У 2007 фінансовому році ринкова капіталізація концерну склала 67,4 млрд євро, дохід концерну — 99,4 млрд євро. Було продано близько 2,1 млн автомобілів по всіх підрозділах.
У жовтні 2021 акціонери компанії переважною більшістю (99,89 %) проголосували за перейменування Daimler AG в Mercedes-Benz Group AG з 1 лютого 2022 року. У новий концерн увійдуть чотири бренди: Mercedes-Benz, Mercedes-AMG, Mercedes-Maybach і Mercedes-EQ.
Після перейменування та розділення компаній, Mercedes-Benz Group все ще залишить за собою вагомий пакет акцій (30 %) в Daimler Truck.
Продажі автомобілів Mercedes-Benz Group в 2023 році - 2 491 600 (+1,5%). Зросли продажі продуктів вищого класу: Mercedes-Maybach (+19%), G-Class (+11%) і Mercedes-AMG (+4%). Продажі повністю електричних легкових автомобілів Mercedes-Benz за рік зросли на 73%. Лише продажі в сегменті Core знизилися на 2%, до 1 096 800 одиниць, що пов'язано з вузькими місцями в постачанні та переходом на новий E-Class.

## Торгові марки
Mercedes-Benz Group продає свої автомобілі по світу під такими марками:
- Mercedes-Benz Cars
  - Maybach
  - Mercedes-Benz
  - Smart
  - Mercedes-AMG
- Daimler Trucks
  - Commercial vehicles
    - Freightliner
    - Mercedes-Benz (truck group) в тому числі (Unimog)
    - Mitsubishi Fuso
    - Thomas Built Buses
    - Sterling Trucks
    - Western Star

  - Components
    - Detroit Diesel
    - Mercedes-Benz
    - Mitsubishi Fuso
- Daimler Buses
  - Mercedes-Benz buses
  - Orion Bus Industries
  - Setra
- Mercedes-Benz Vans
  - Mercedes-Benz (vans group)
- Daimler Financial Services
  - Mercedes-Benz Bank
  - Mercedes-Benz Financial
  - Daimler Truck Financial

## Виробники транспортних засобів за компаніями та їх брендами

### Mercedes-Benz
- Німеччина Mercedes-Benz Group AG. Штаб-квартира розташована у м. Штутгарт, земля Баден-Вюртемберґ. Заводи у:
  - м. Штутгарт, земля Баден-Вюртемберґ;
  - м. Зіндельфінген, земля Баден-Вюртемберґ;
  - м. Бремен, федеральна земля Бремен;
  - м. Дортмунд, земля Північний Рейн-Вестфалія;
  - м. Дюссельдорф, земля Північний Рейн-Вестфалія;
  - м. Людвігсфельде, земля Бранденбург;
  - м. Раштат, земля Баден-Вюртемберґ;
  - м. Ульм, земля Баден-Вюртемберґ (автобуси Setra — остаточне збирання, фарбування);
  - м. Мангайм, земля Баден-Вюртемберґ (автобуси — остаточне збирання, фарбування);
  - м. Мангайм, земля Баден-Вюртемберґ (доведення до рівня «зелених технологій»);
  - м. Верт-на-Рейні, земля Рейнланд-Пфальц (великовагові вантажівки);
  - м. Келледа, земля Тюрингія (двигуни);
  - м. Гаггенау, земля Баден-Вюртемберґ (складові трансмісій);
  - м. Гамбург, федеральна земля Гамбург (складові трансмісій та рульового керування);
  - м. Кассель, земля Кассель, земля Гессен (складові трансмісій);
  - м. Берлін (складові частини).
    -  Німеччина Mercedes-Benz (легкові, у тому числі Maybach). Штаб-квартира та основні виробничі потужності розташовані у м. Штутгарт, земля Баден-Вюртемберґ.
    -  Німеччина Mercedes-AMG GmbH (автоспорт). Штаб-квартира та основні виробничі потужності розташовані у м. Аффальтербах, земля Баден-Вюртемберґ.
- Індія Daimler India Commercial Vehicles Pvt Lt. Штаб-квартира розташована у м. Ченнаї, штат Таміл-Наду. Завод в Ораґадамі, приміському районі м. Ченнаї (під маркою «BharatBenz»)

На даний момент не відомо, ще залишилася ця компанія в структурі Mercedes-Benz Group після ребрендингу та відокремлення компаній Mercedes-Benz та Daimler Truck…

### DaimlerChrysler
- США DaimlerChrysler Commercial. Штаб-квартира і основні виробничі потужності розташовані у м. Орискані, штат Нью-Йорк.
- США DaimlerChrysler Commercial (автобуси). Штаб-квартира розташована у м. Ґрінсборо, штат Північна Кароліна.
- Мексика DaimlerChrysler Vehiculos Comerciales (автобуси). Штаб-квартира розташована у м. Сантьяго Тьянгістенко, штат Мехіко.
- Мексика DaimlerChrysler de Mexico SA de CV. Штаб-квартира розташована у м. Мехіко (р-н Санта-Фе).
- Бразилія DaimlerChrysler do Brasil Ltda (Відділення Daimler AG). Штаб-квартира у м. Сан-Бернарду-ду-Кампу, штат Сан-Паулу.
- КНР Beijing Benz-DaimlerChrysler Automotive. Штаб-квартира та завод розташовані у м. Пекін.
- Малайзія DaimlerChrysler Malaysia Sdn Bhd. Штаб-квартира розташована у м. Куала-Лумпур.

### Daimler Trucks North America
- США Freightliner Trucks LLC (Daimler Trucks North America LLC). Штаб-квартира у м. Портленд, штат Орегон. Заводи у:
  - м. Портленд, штат Орегон;
  - м. Маунт-Холл, що у агломерації міста Шарлотт, штат Північна Кароліна;
  - м. Клівленд, штат Північна Кароліна.
- США Freightliner Custom Chassis Corp. (шасі). Штаб-квартира та завод у м. Гаффні, штат Південна Кароліна;
- США Thomas Built Buses Inc. (автобуси). Штаб-квартира та завод у м. Хай-Пойнт, штат Північна Кароліна.
- США Detroit Diesel Corporation (двигуни). Штаб-квартира та завод у м. Детройт, штат Мічиган;
- США Western Star Trucks (Відділення Freightliner Trucks LLC). Штаб-квартира та завод у м. Портленд, штат Орегон.
- Канада Freightliner of Canada Ltd. Штаб-квартири у м. Бернабі, провінція Британська Колумбія та у м. Сент-Томас, провінція Онтаріо. Заводи у:
  - м. Бернабі, провінція Британська Колумбія (закритий у 1992 році);
  - м. Сент-Томас, провінція Онтаріо;
- Канада Freightliner Sterling Division. Штаб-квартира та завод у м. Сент-Томас, провінція Онтаріо;
- Канада Western Star Trucks Inc. (Відділення Freightliner Trucks LLC). Штаб-квартира та основні виробничі потужності розташовувались у м. Міссісога, Онтаріо (у 2000 році розпочався процес переміщення основного виробництва та штаб-квартири у м. Портленд, штат Орегон).
- Канада Western Star Trucks Inc. (Відділення Freightliner Trucks LLC). Штаб-квартира та основні виробничі потужності розташовані у м.  Келоуна, провінція Британська Колумбія (у 2015 році розпочався процес переміщення штаб-квартири у м. Портленд, штат Орегон, а виробництва — на заводи у містах Портленд та у Клівленд, що у Північній Кароліні).
- Мексика DaimlerChrysler Vehiculos Comerciales (Відділення Daimler Trucks North America LLC; вантажівки Freightliner). Штаб-квартира у м. Сантьяго-Тьянгістенко-де-Галеана, штат Мехіко. Заводи у:
  - м. Сантьяго-Тьянгістенко-де-Галеана, штат Мехіко;
  - м. Сальтільйо, штат Коауїла;
- Мексика Western Star Trucks (Відділення Freightliner Trucks LLC). Штаб-квартира та завод у м. Сьюдад-Саагун, штат Ідальго.

### Mercedes-Benz (за межами ФРН)
- США Mercedes-Benz Of North America. Штаб-квартира та основні виробничі потужності розташовані у м. Монтвейл, штат Нью-Джерсі.
- США Mercedes-Benz US International Inc. Штаб-квартира розташована у м. Венс, штат Алабама. Основні виробничі потужності у:
  - м. Венс, штат Алабама;
  - м. Таскалуса, штат Алабама.
- Аргентина Mercedes-Benz Argentina S.A. Штаб-квартира у Пуерто-Мадеро, районі Буенос-Айреса. Заводи у:
  - Пуерто-Мадеро, районі Буенос-Айреса;
  - на проспекті Авеніра-дел-Лібертадор, на шляху Буенос-Айрес-Сан-Фернандо.
- Бразилія Mercedes-Benz do Brasil Ltda. Штаб-квартира у м. Сан-Паулу. Завод у м. Жуїс-ді-Фора, штат Мінас-Жерайс.
- ПАР Mercedes-Benz of SA (Pty) Ltd. Штаб-квартира у м. Преторія. Заводи у:
  - м. Преторія;
  - м. Іст-Лондон, Східна Капська провінція.
- Індія Mercedes-Benz India Private Limited. Штаб-квартира у м. Пімпрі-Пуне, сателіті м. Пуне.
- Туреччина Mercedes-Benz Türk A S. Штаб-квартира у м. Стамбул. Основні виробничі потужності у:
  - м. Стамбул;
  - м. Аксарай, іл Аксарай;
- В'єтнам Mercedes-Benz Vietnam Ltd. Штаб-квартира у м. Хошимін.
- Польща Mercedes-Benz Sobieslaw Zasada. Штаб-квартира у м. Варшава.
- Іспанія Mercedes-Benz Espana SA. Штаб-квартира у м. Мадрид. Основні виробничі потужності у:
  - м. Мадрид;
  - м. Вікторія-Гастейс, провінція Алава.

### Orion
- Канада Orion International (Orion Dcx Business Industrial). Штаб-квартира розташована у м. Міссісога, провінція Онтаріо. Заводи у:
  - м. Міссісога, провінція Онтаріо;
  - м. Орискані, штат Нью-Йорк (остаточне збирання, доведення і випробування для ринку США);
- США Bus Industries of America Inc (автобуси Orion). Штаб-квартира та основні виробничі потужності розташовані у м. Орискані, штат Нью-Йорк.

### EvoBus
- Німеччина EvoBus GmbH. Штаб-квартира та основні виробничі потужності розташовані у м. Кірхгайм-унтер-Тек, земля Баден-Вюртемберґ.
- Іспанія EvoBus Iberica SA. Штаб-квартира та основні виробничі потужності у м. Кастро-Урдіалес. провінція Кантабрія.
- Франція Evobus France. Штаб-квартира та основні виробничі потужності у м. Сарсель, департамент Валь-д'Уаз.
- Росія EvoBus Russland. Штаб-квартира у м. Москва.

### Smart
- Швейцарія Micro Compact Car AG. Штаб-квартира розташована у м. Біль, кантон Берн. Заводи у:
  - м. Біль, кантон Берн;
  - м. Беблінген, земля Баден-Вюртемберґ.

### Інші компанії, які виробляють, доводять та/або складають транспортні засоби
- Німеччина Brabus Autosport (автоспорт). Штаб-квартира та основні виробничі потужності розташовані у м. Боттроп, земля Північний Рейн — Вестфалія.
- Німеччина Carlsson Autotechnik GmbH (тюнінг). Штаб-квартира та основні виробничі потужності розташовані у м. Мерциг, земля Саар.
- Алжир SAPPL-MB. Штаб-квартира та основні виробничі потужності розташовані в м. Алжир
- Алжир SAFAV-MB Tiaret. Штаб-квартира та основні виробничі потужності розташовані в м. Тіарет
- Індонезія PT German Motor Manufacturing. Штаб-квартира та основні виробничі потужності розташовані у м. Західна Ява.
- Іран Iran Khodro Diesel. Штаб-квартира та основні виробничі потужності розташовані у м. Кередж, остан Альборз.
- Португалія CaetanoBus Fabricacao de Carrocarias SA. Штаб-квартира у м. Віл-Нова-ді-Гайя, округ Порту.
- Іспанія Setra SA. Штаб-квартира та основні виробничі потужності у м. Мадрид.
- Австрія Magna Steyr Fahrzeugtechnik AG & Co KG. Штаб-квартира у м. Відень. Основні виробничі потужності у м. Грац, федеральна земля Штирія
- Росія ВАТ «Голіцинський автобусний завод» (ГолАЗ). Штаб-квартира у м. Голіцино, Московська обл.
- Росія ВАТ ГАЗ. Штаб-квартира у м. Нижній Новгород, Нижньогородська обл.
- Росія ВАТ КамАЗ. Штаб-квартира у м. Набережні Челни, Татарстан
- Україна ПАТ ЗАЗ. Штаб-квартира у м. Запоріжжя. Завод у м Чорноморську, Одеська обл.

## Холдинг

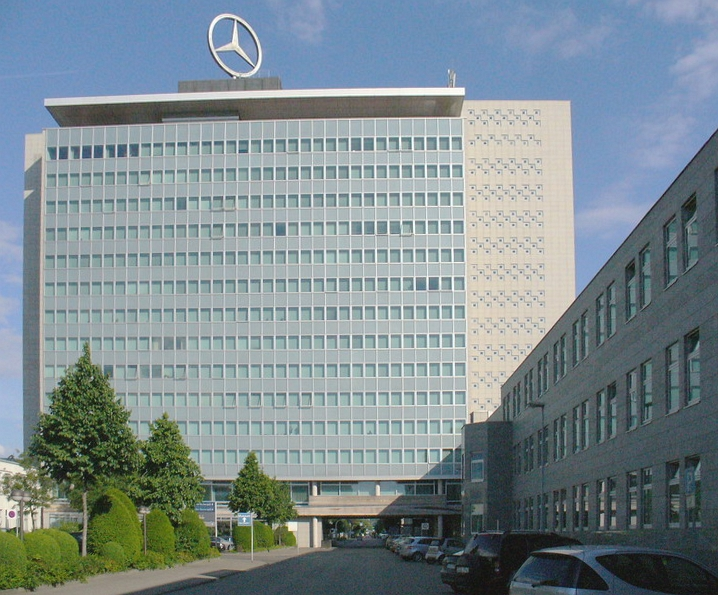
Штаб-квартира в Штутгарті

Daimler станом на кінець 2008 року володіє долями в таких компаніях:
- 85,0 % Mitsubishi Fuso Truck and Bus Corporation, Японія
- 50,1 % Automotive Fuel Cell Cooperation, Канада
- 40,0 % McLaren Group, Велика Британія
- 22,4 % European Aeronautic Defence and Space Company (EADS), яка серед іншого володіє Airbus, ЄС
- 22,3 % Tognum, Німеччина
- 19,9 % Chrysler LLC, США
- 10,0 % КАМАЗ, Росія
- 7,0 % Tata Motors, Індія[12]

## Виноски
1. ↑  http://www.moma.org/collection/artists/33049
2. 1 2 3 4 5 6 7 8 9 10 11 12 13 14 15 16 17  Daimler AG Annual Report 2016 / Mercedes-Benz Group — 2017.
3. ↑  Mercedes Benz Group AG (former Daimler) — Франкфуртська фондова біржа.
4. ↑  Mercedes-Benz Group — Італійська фондова біржа.
5. ↑  Daimler
6. 1 2 3 4 5 6  https://www.boerse-frankfurt.de/equity/mercedes-benz-group/key-data
7. ↑  Annual Report 2019 / Mercedes-Benz Group — MBG, 2019.
8. 1 2 3  Group M. Shareholder Structure
9. ↑  www.daimler.com/dccom. Архів оригіналу за 20 грудня 2008. Процитовано 25 грудня 2008.
10. ↑  Офіційно: Mercedes прощається з Daimler і вступає в нову еру. РБК-Украина (рос.). Архів оригіналу за 5 жовтня 2021. Процитовано 5 жовтня 2021.
11. ↑  Mercedes-Benz Group sales rise to 2,491,600 cars and vans in 2023 | Automotive World. web.archive.org. 25 лютого 2024. Архів оригіналу за 25 лютого 2024. Процитовано 19 березня 2025.{{cite web}}:  Обслуговування CS1: bot: Сторінки з посиланнями на джерела, де статус оригінального URL невідомий (посилання)
12. ↑  Daimler ziet brood in samernwerking met Jaguar en Land Rover [Архівовано 12 січня 2009 у Wayback Machine.] — De Morgen of 05-05-2008